# Université de Leoben

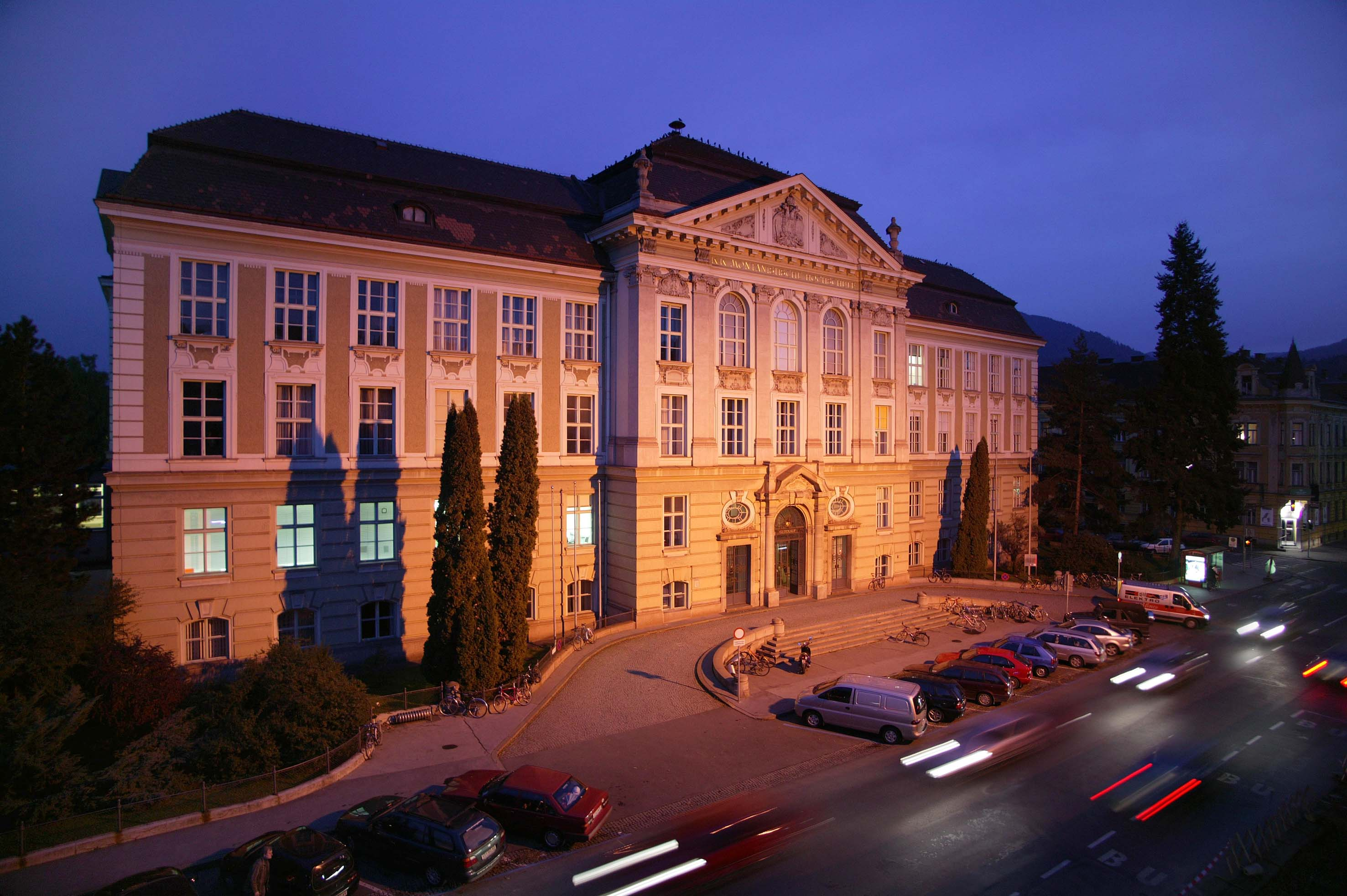

L’université de Leoben (Montanuniversität Leoben), dans la ville de Leoben, est l’université autrichienne pour ce qui concerne l’exploitation des mines, la métallurgie et la science des matériaux. Fondée en 1840 comme la Steiermärkisch-Ständische Montanlehranstalt en Styrie, la région minière de l’Autriche, elle a aujourd’hui la réputation d’être l’une des meilleures écoles des mines d’Europe.

## Départements
- Département de mathématiques et d'informatique
- Département de métallurgie
- Département de chimie analytique et physique
- Département d'ingénierie et de science des polymères
- Département de géosciences et de géophysique
- Département de science des matériaux
- Département de génie des ressources minérales et pétrolières
- Département de génie des produits
- Département d'économie[1]

## Anciens élèves
- Stefan Pierer
- Klaus Woltron
- Fritz Johann Hansgirg (1891–1949)
- Josef Massenez (1839–1923)
- Carl Poensgen (1838–1921)
- Rudolf Haas
- Fridolin Reiser (1843–1909)